# Lobobunaea christyi
Lobobunaea christyi är en fjärilsart som beskrevs av Sharpe 1899. Lobobunaea christyi ingår i släktet Lobobunaea och familjen påfågelsspinnare. Inga underarter finns listade i Catalogue of Life.